# Аорих
Аорих (на латински: Aoricus; Aorich) е вестготски вожд от династията на Балтите.

## Биография
Той вероятно е син на Ариарих. Живее през 290 до 354 г. и е вероятно баща на Атанарих и Рокест (Rocesthes), който е вероятно баща на Атаулф или на Аларих I.
През 348 г. провежда гонение на християните и епископът на готите Вулфила е принуден да избяга в Източната римска империя. Констанций II го приема с почести и го заселва в Никопол в днешна България. Тук възниква „многочисленният и невойнствен народ на малките готи“.